# Persistence of Time
Persistence of Time  (укр. Упертість часу) — п'ятий студійний альбом американського треш-метал-гурту Anthrax. Він був випущений 21 серпня 1990 року на лейблах Megaforce Worldwide/Island Records і був номінований у 1991 році на премію «Греммі» в категорії «|Найкраще метал-виконання» .
Альбом включав сингли «Got the Time» (кавер-версія Джо Джексона) і «In My World» (яка була виконана групою в епізоді «My Dinner with Anthrax» «Одружені... та з дітьми»).

## Про альбом
Anthrax повернулися до студії восени 1989 року з Марком Додсоном (який продюсував попередній альбом - State of Euphoria), щоб розпочати роботу над своїм п’ятим студійним альбомом. Запис був складним: 24 січня 1990 року сталася велика пожежа, внаслідок якої гурт втратив обладнання вартістю на понад 100 000 доларів США та свою репетиційну студію. Після цієї катастрофи гурт переїхав до іншої студії в кінці лютого того ж року, щоб завершити роботу над альбомом.
Тон альбому був явно більш споглядальний і зрілий, ніж основна частина попередніх робіт Anthrax. Відмовившись від гумору та коміксів, які були звичайними для їхніх попередніх альбомів, ліричний фокус Persistence of Time полягає у потребі толерантності та миру. Реакція на Persistence of Time була неоднозначною: критики та шанувальники поперемінно панорамували та вихваляли цей похмурий звук. Гурт також представив прогресивну сторону своєї музики, якої не було в попередній творчості, водночас зробивши менший акцент на типових елементах треш-металу, таких як швидкий темп і агресія.
Це останній студійний альбом із вокалом Джої Беладонни. Його наступником став Джон Буш. Беладонна з'явився в кількох піснях на збірці Attack of the Killer B's, перш ніж різко розлучитися з гуртом у 1992 році. Він повернувся в червні 2010 року, щоб записати альбом Worship Music, який вийшов у 2011 році.
Вступ до інструментальної пісні «Intro to Reality» містив діалог з епізоду The Twilight Zone під назвою «Deaths-Head Revisited».  «Keep It in the Family», «In My World» і «Belly of the Beast» пізніше були перезаписані у складі Джона Буша/ Роба Каджано для альбому The Greater of Two Evils.

## Випуск
Альбом зайняв 24-ту позицію в чарті Billboard 200. 17 січня 1991 року RIAA сертифікувала його як золотий.
Стів Г'юї з AllMusic позитивно оцінив альбом, сказавши, що він «конкурує з Among the Living як найкращий альбом Anthrax». «Більш мультяшна сторона гурту» замінена «похмурим, безкомпромісним дослідженням брудних підчерев’я суспільства», що робить Persistence of Time «їхнім альбомом з найбільшою ліричністю». Кім Нілі з американського журналу Rolling Stone підкреслює соціальний тон пісень і описує Persistence of Time як «вилазку в похмурі, сірі надра міського пекла», вихваляючи співака Джої Беладонну за «висловлювання проти всього суспільного зла, відомого жителям міста». На завершення він сказав, що альбом «не найбільш підбадьорливий для прослуховування, але він справжній»". Подібна концепція була пояснена в огляді The New York Times від 18 листопада 1990 року, в якому говорилося, що «музика несе в собі збудження відчайдушної боротьби». Канадський журналіст Мартін Попофф похвалив «захоплюючий мінімалізм Prong/Pantera/Metallica 90-х, який працює тут», але виявив, що «загальний ефект настільки щільний і невблаганний, що він просто втомлює вас до кінця похмілля». Loudwire поставили альбом на №25 у своєму списку «90 найкращих гард-рок + метал альбомів 90-х».

## Треклист
Автор музики і слів Anthrax, окрім "Got the Time"  Джо Джексона. 
| Перша сторона | Перша сторона           | Перша сторона |
| #             | Назва                   | Тривалість    |
| ------------- | ----------------------- | ------------- |
| 1.            | «Time»                  | 6:55          |
| 2.            | «Blood»                 | 7:13          |
| 3.            | «Keep It in the Family» | 7:08          |
| 4.            | «In My World»           | 6:25          |
| 5.            | «Gridlock»              | 5:17          |

| Друга сторона | Друга сторона                                 | Друга сторона |
| #             | Назва                                         | Тривалість    |
| ------------- | --------------------------------------------- | ------------- |
| 6.            | «Intro to Reality» (instrumental)             | 3:23          |
| 7.            | «Belly of the Beast»                          | 4:47          |
| 8.            | «Got the Time» (кавер-версія на Джо Джексона) | 2:44          |
| 9.            | «H8 Red»                                      | 5:04          |
| 10.           | «One Man Stands»                              | 5:38          |
| 11.           | «Discharge»                                   | 4:12          |
| 58:40         |                                               |               |

| Бонус-трек японського видання | Бонус-трек японського видання                     | Бонус-трек японського видання                                                    | Бонус-трек японського видання |
| #                             | Назва                                             | Автор                                                                            | Тривалість                    |
| ----------------------------- | ------------------------------------------------- | -------------------------------------------------------------------------------- | ----------------------------- |
| 12.                           | «Protest and Survive» (кавер-версія на Discharge) | Garry Maloney, Tony "Bones" Roberts, Roy "Rainy" Wainwright, Kelvin "Cal" Morris | 2:22                          |
| 61:02                         |                                                   |                                                                                  |                               |

## Учасники запису
Учасники гурту
- Джої Беладонна – головний вокал
- Ден Шпіц – соло-гітара, бек-вокал
- Скотт Ян – ритм-гітара, бек-вокал
- Френк Белло – бас, бек-вокал
- Чарлі Бенанте – ударні

Виробництво
- Anthrax – продюсер, нотатки до альбому
- Марк Додсон – продюсер, звукоінженер
- Стів Томпсон, Майкл Барб’єро – зведення в Electric Lady Studios, Нью-Йорк
- Грег Голдман, Браян Шубле, Марні Брайант, Ед Коренго – помічники звукоінженера
- Боб Людвіг – мастеринг у Masterdisk, Нью-Йорк
- Джон і Марша Зазула – виконавчі продюсери, менеджмент
- Дон Браутігам – обкладинка
- Варінг Ебботт – фотографія

Команда
- Рік Дауні – освітлення, менеджмент
- Джордж Гераніос – звук
- Пол Крук – гітарний технік
- Білл Пуласкі – група
- Майк Темпеста – технік ритм-гітари
- Трой Боєр – технік бас-гітари
- Вальтер Геменхардт – технік ударних
- Арт Рінг, Марія Ферреро – менеджмент

## Сертифікації
| Регіон                                             | Сертифікація | Продажі  |
| -------------------------------------------------- | ------------ | -------- |
| США (RIAA)                                         | Золотий      | 500 000^ |
| ^відвантаження, що базуються лише на сертифікаціях |              |          |